# Surat Thani flygplats
Surat Thani flygplats eller Surat Thani International Airport (thai: ท่าอากาศยานสุราษฎร์ธานี) (IATA: URT, ICAO: VTSB) är en internationell flygplats i Hua Toei, Phunphin, Surat Thani i Thailand. Flygplatsen är belägen cirka 21 kilometer väster om Surat Thani City.

## Bakgrund
Flygplatsen är en internationell flygplats och den tionde mest trafikerade flygplatsen i Thailand och utformad för att hantera 2 miljoner passagerare årligen. År 2019 meddelade ägaren, Department of Airports, att flygplatsen kapacitet skulle utökas till 3,6 miljoner passagere per år. Flygplatsen fungerar även som transfer till Koh Samui med kringliggande öar.

## Militär flygplats
Flygplatsen är även en militär flygplats och bas för 4th Air Division/7th Wing Air Combat Command. 701. Squadron (Shark) och 702. Squadron, ur Royal Thai Air Force (RTAF). Vid flygplatsen är det thailändska flygvapnets samtliga Saab 39 Gripen samt Saab 340 AEW&C baserade.